# Aleksandr Solovjov

Aleksandr Konstantinovitj Solovjev (ryska: Александр Константинович Соловьёв), född 30 augusti (gamla stilen: 18 augusti) 1846 i Luga, guvernementet Sankt Petersburg, död 9 juni (gamla stilen: 28 maj) 1879, var en rysk revolutionär, känd för sitt mordförsök riktat mot tsar Alexander II, för vilket han avrättades. 
Solovjov vistades som student och kroppsarbetare på landsbygden för att göra politisk propaganda och kom som medlem av föreningen Narodnaja volja till Sankt Petersburg 1878 med syfte att mörda tsar Alexander II. Beslutet verkställdes 14 (gamla stilen: 2) april 1879 vid Vinterpalatset, där tsaren företog en promenad.